# Fredericella sultana
Fredericella sultana is een mosdiertjessoort uit de familie van de Fredericellidae. De wetenschappelijke naam van de soort is voor het eerst geldig gepubliceerd in 1779 door Johann Friedrich Blumenbach.